# Sama' al-Dawla
Sama' al-Dawla o Sama' ad-Dawla fue el gobernante búyida de Hamadán (1021-1023 o 1024).

## Biografía
Después de la muerte de Shams al-Dawla en 1021-1022, le sucedió su hijo en el cargo de gobernador de esa provincia con el título de Sama' al-Dawla (Cielo del Imperio). 

## Breve reinado
Avicena, el gran médico y filósofo, era el visir de Shams al-Dawla. Fue víctima de intrigas políticas y fue aprisionado, logrando escapar disfrazado de derviche, y huyó a Isfahán, pasando al servicio del emir kakúyida `Ala' al-Dawla.
En 1024 o 1025, `Ala' al-Dawla tomó Hamadán y puso fin al reinado de Sama' al-Dawla
Sin embargo, su reinado, el gobernante Kakuyid Muhammad ibn Rustam Dushmanziyar invadió Hamadan y puso fin al gobierno de Sama 'al-Dawla.